# Степан II (король Хорватії)
Степан II (хорв. Stjepan II; ? — близько 1091) — король Хорватії у 1089—1091 роках.

## Життєпис
Походив з династії Трпимировичів. Син Частимира, онук Степана I, короля Хорватії. На трон він зійшов після смерті Дмитара Звонимира у 1089 році. Стосовно дати народження замало відомостей. Перші відомості про нього відносяться до 1066 року, коли отримав титулу герцога або бана. У 1075 році його пропонували на трон Хорватії, але Степан не зумів домогтися влади й замість нього обрано королем Дмитаром Звонимиром, представника лінії Светославичів.
Знано, що Степан був уже в похилому віці і важко хворим у 1089 році, і вів швидше чернечий, ніж королівський, спосіб життя. Проте, після підтримки його кандидатури хорватської знаттю, він прийняв корону.
За недовгий час свого королювання Степан II показав себе вкрай слабким правителем і більшу частину часу проводив у молитвах в монастирі святого Стіпа біля Спліту. Впливова вдова його попередника — Олена — сестра короля Угорщини Ласло Святого, інтригувала проти короля з метою передати хорватський трон брату Владиславу I, королю Угорщини.
Степан помер у грудні 1090 року або в січні 1091 року. У нього не було спадкоємців, і з його смертю перервалася династія Трпимировичів. Фактична влада в країні перейшла до Олени. Водночас почалася боротьба за трон між Угорщиною і Петаром Свачичом, представником хорватських магнатів.